# Trnovac (groblje u Tuzli)
Trnovac, groblje u Tuzli u ulici Ibre Pašića. 
Nalazi se na brdu Trnovcu sjeverno od središta Tuzle, a u nastavku je brdo Gradina. Obuhvaća površinu od 35 689 metara četvornih. Okolo groblja je park Slana Banja, park Gradina, UKC Tuzla, rezervoar Trnovac, nešto dalje je tuzlanska pivovara. 
Službeno je od poslije 1846., no ovdje se pokopava pokojnike kontinuirano od kraja 18. stoljeća. Najstariji pronađeni nadgrobni spomenik je iz 1800. godine.
U osmanskim vremenima prostor je bio je vlasništvo paše Mahmud-paše Tuzlića. Tijekom velike epidemije kolere 1846. koja je zahvatila Tuzlu, paša je ponudio mjesnim Srbima lokalitet Mioci, najviši vrh iznad brda Trnovca za pravoslavno groblje, što su Srbi prihvatili. Zahvaljujući tome više nisu morali ići daleko iz Srpske Varoši do starog groblja na brdu Popincu, nego do Trnovca. Jedno vrijeme se groblje po drugom pokojniku pokopanom ovdje, izvjesnom Mićanu cijelo groblje prozvalo Mićanovac.
Na groblju je 1900. dovršena pravoslavna crkva sv. velikomučenika Georgija, danas nacionalni spomenik BiH. Groblje Trnovac je poslije postalo multikonfesionalno. Dobrotvorska obitelj bogatih pravoslavnih trgovaca Jovanovića, su pravoslavni hram i cijelo groblje ostavili gradu Tuzli. Unutar crkve je obiteljska grobnica Jovanovića. Ovdje se pokopava i pripadnike drugih konfesija, što je rijetkost u Bosni i Hercegovini. Dopušteno je ukopavanje po obredima svih konfesija, ali i bez obreda. Danas tako postoji i dio za ateiste gdje je pokopano mnogo uglednih Tuzlaka. Premda je multikonfesionalno, groblje je u vlasništvu i pod upravom Srpske pravoslavne crkvene općine u Tuzli. Na groblju su pokopani pored ostalih prvi bh. akademski slikar Đorđe Mihajlović, bh. slikar Ismet Mujezinović i dr.
8. srpnja 2009. godine graditeljska cjelina crkve s grobljem proglašena je za nacionalni spomenik BiH. Danas je trnovačka grobljanska cjelina najveće groblje u Tuzli.